# カネヴィーノ
カネヴィーノ（伊: Canevino）は、イタリア共和国ロンバルディア州パヴィーア県コッリ・ヴェルディに属する分離集落（フラツィオーネ）。
かつては独立したコムーネであったが、2019年1月1日にルイーノ、ヴァルヴェルデと合併して新自治体の一部となった。

## 地理

### 位置・広がり

#### 隣接コムーネ
コムーネとしてのカネヴィーノは、以下のコムーネと隣接していた。括弧内のPCはピアチェンツァ県所属を示す。
- アルタ・ヴァル・ティドーネ (PC)
- モンテカルヴォ・ヴェルシッジャ
- ロッカ・デ・ジョルジ
- ルイーノ
- ヴォルパーラ

### 気候分類
気候分類では、zona E, 2917 GGに分類される。